# Cavallet de joguina

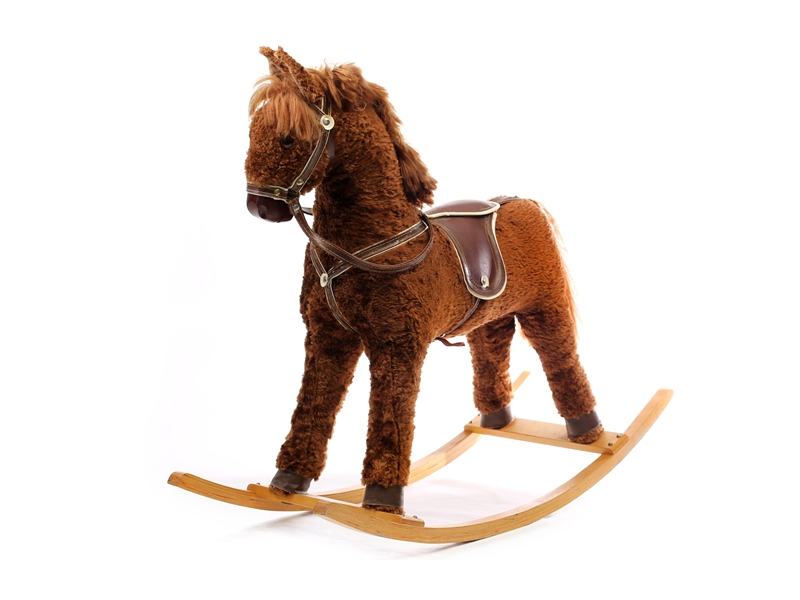
Cavall balancí

Un cavallet de joguina és una joguina basada en els cavalls reals. Pot adoptar formes molt senzilles i estilitzades o imitar les formes d'un cavall de debò, en les versions més sofisticades i cares.

## Cavallet imaginari
En certes ocasions, l'infant (sol o en companyia) imita el galop d'un cavall, saltironant i emetent sorolls adequats. No hi ha cap joguina material però el joc representa prou bé el jugador muntant un cavall imaginari.

## Cavall de pal
La versió més senzilla d'un cavallet de joguina és un simple pal o un tros de canya, sense més. El jugador sosté amb una mà l'extrem del bastó mentre que el situa inclinat entre les cames, amb l'altre extrem tocant a terra. Com en el cas anterior, és més important la representació que la joguina improvisada.
La versió d'un pal amb cap de cavall més sofisticada fou comercialitzada en diversos països sota formes diferents. Es tracta d'un bastó amb un cap de cavall (d'imitació) a la part superior. El cap de cavall pot ser de fusta, de forma plana i simplificada, recordant la silueta del cap d'un cavall. Hi ha versions més sofisticades, amb una representació del cap més semblant a la realitat, construïdes amb materials més cars. Hi havia versions amb regnes i una rodeta a l'extrem inferior.

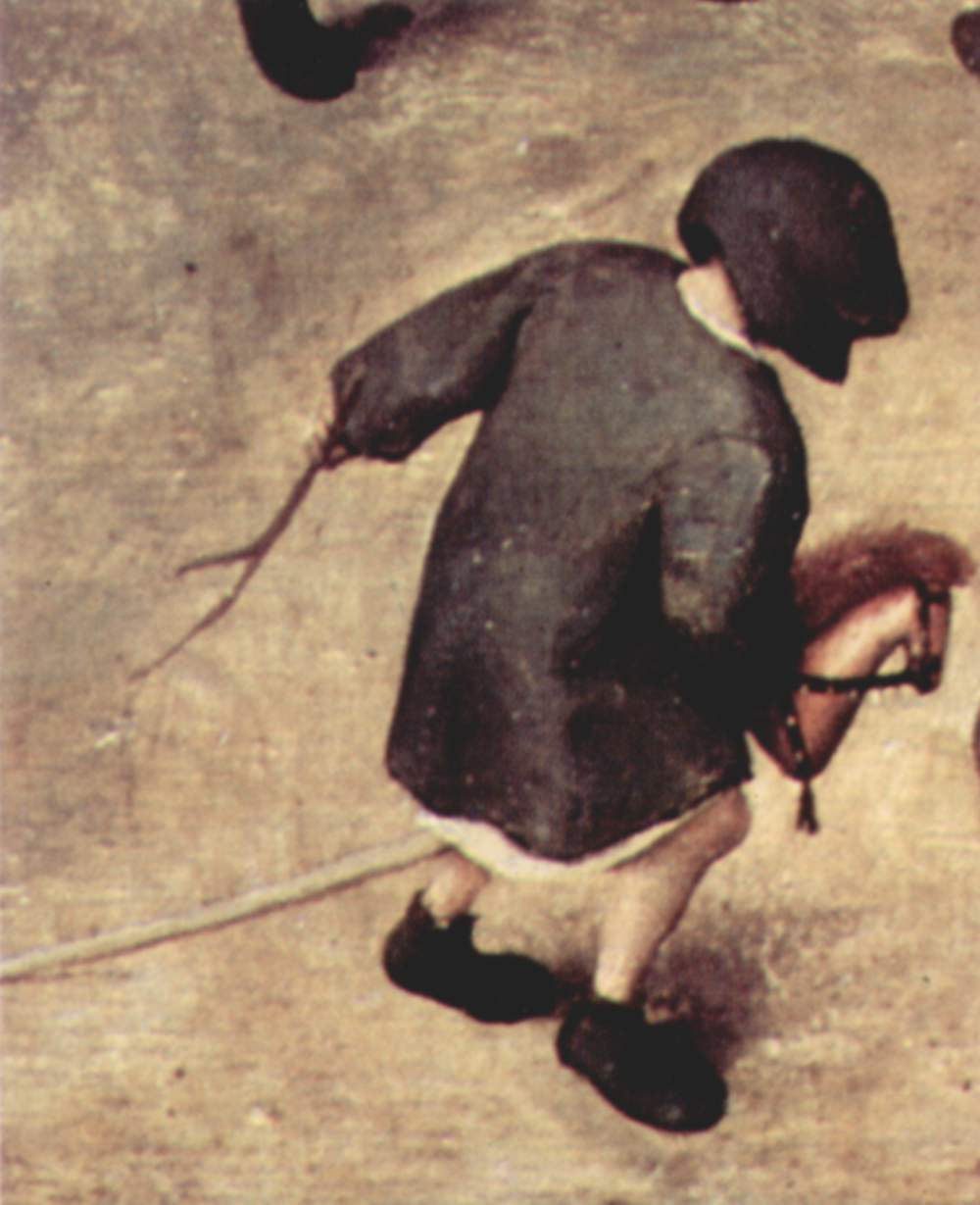
Detall de “Nens jugant”. Pieter Brueghel el Vell. 1560
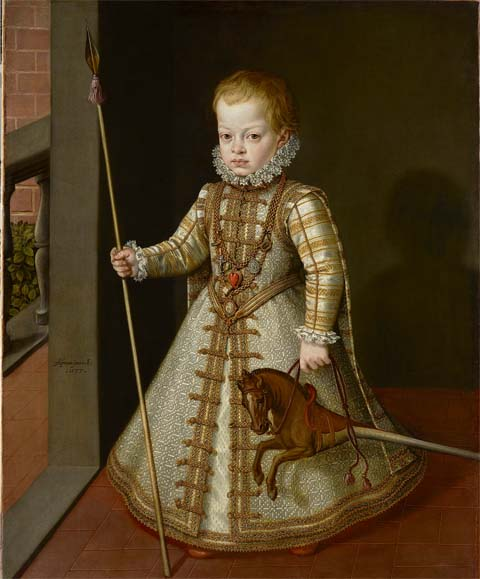
Infant don Diego. Dídac d'Habsburg del pintor valencià Alonso Sánchez Coello
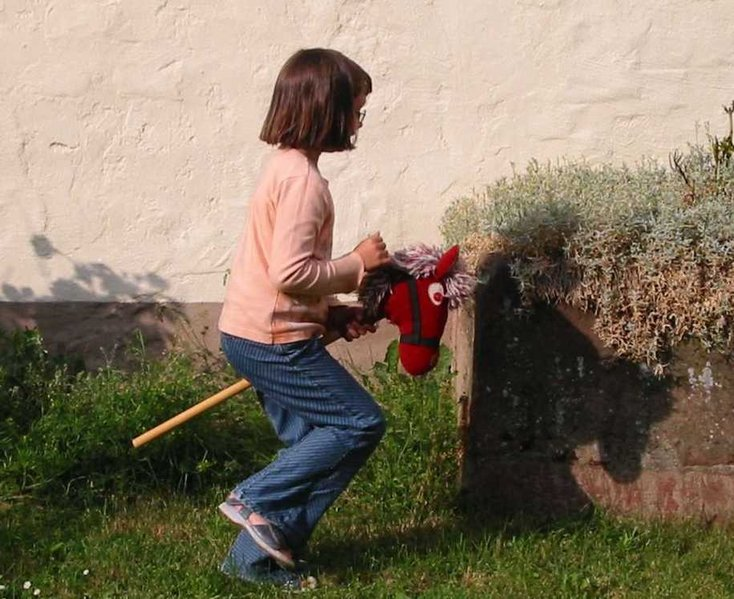
Nena amb un cavallet bastó

## Cavallets cotoners
Els cavallets cotoners són una carcassa buida que representa un cavall des de la meitat del cos cap amunt. De la part inferior penja una faldilla de roba més menys llarga. La carcassa té un forat (en la posició que ocuparia la sella del cavall) que permet al cavaller entrar i col·locar-se el conjunt a la cintura.
Hi ha documentació del seu ús com a joguina en diverses cultures. A les nostres contrades hi ha algunes tradicions de danses o representacions amb un o múltiples participants, cadascun amb un cavallet cotoner.

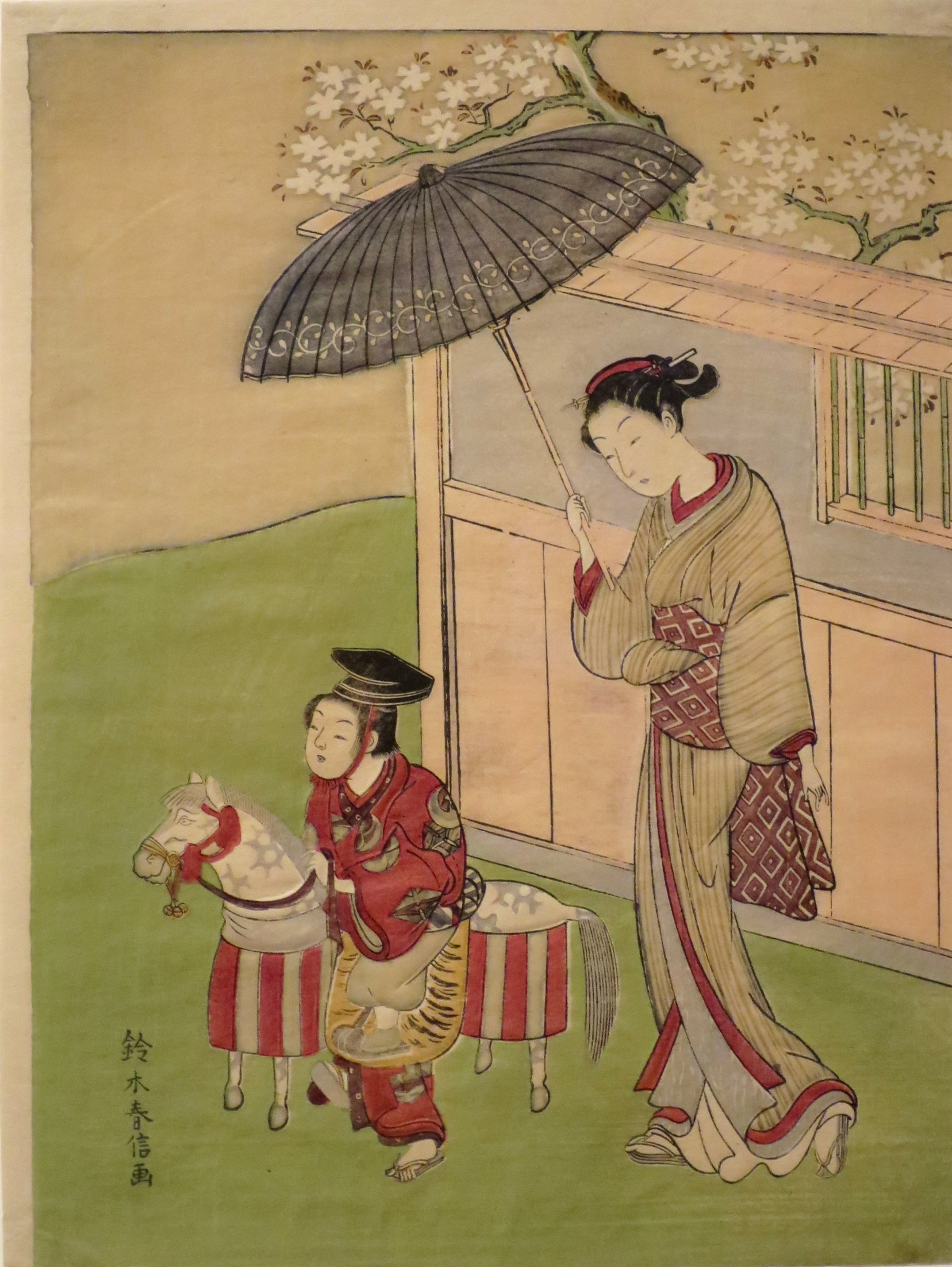
Noiet i cavall de joguina. Gravat de Suzuki Harunobu (c. 1767 – 1768).
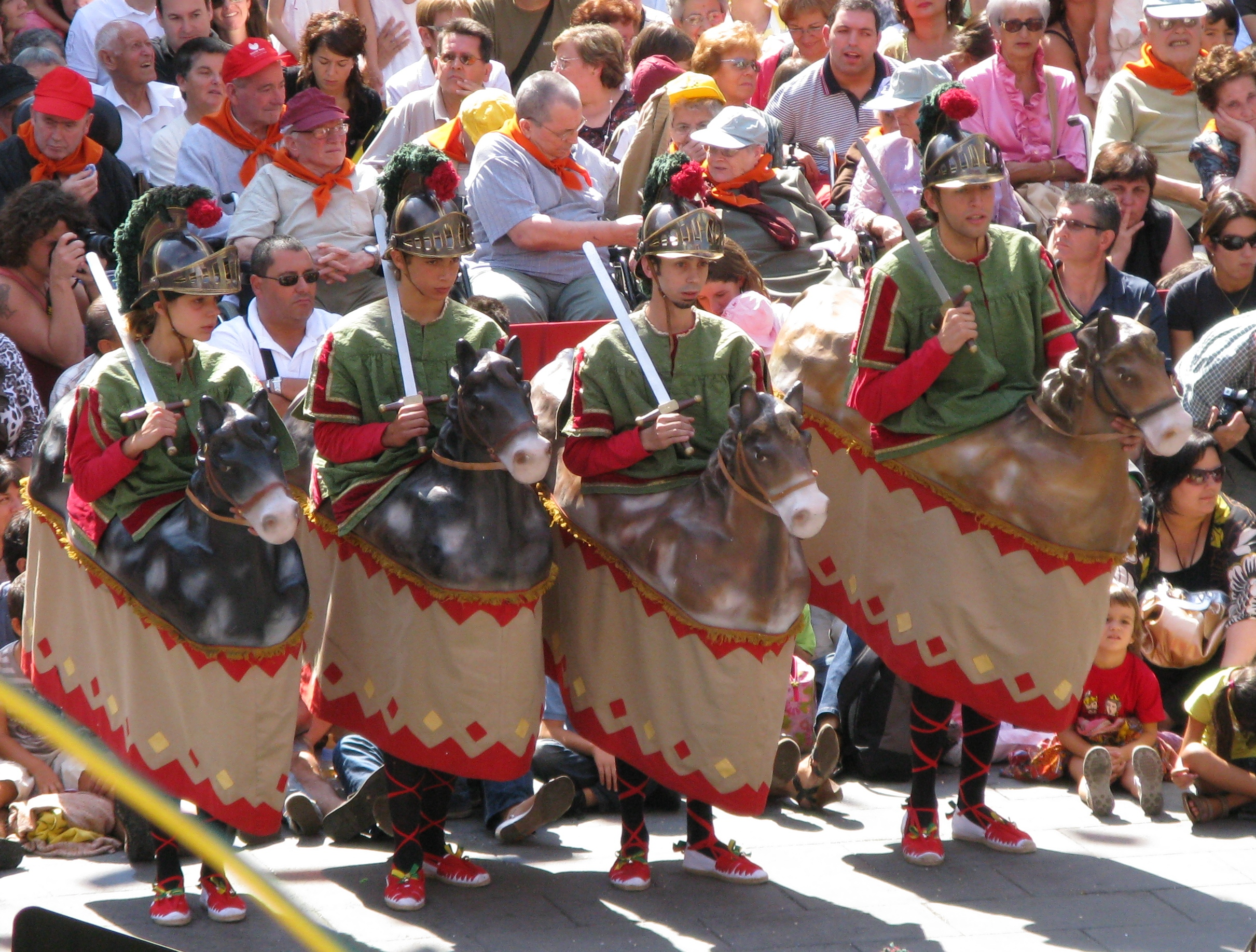
Els cavallets d'Olot.

## Cavallets de cos sencer

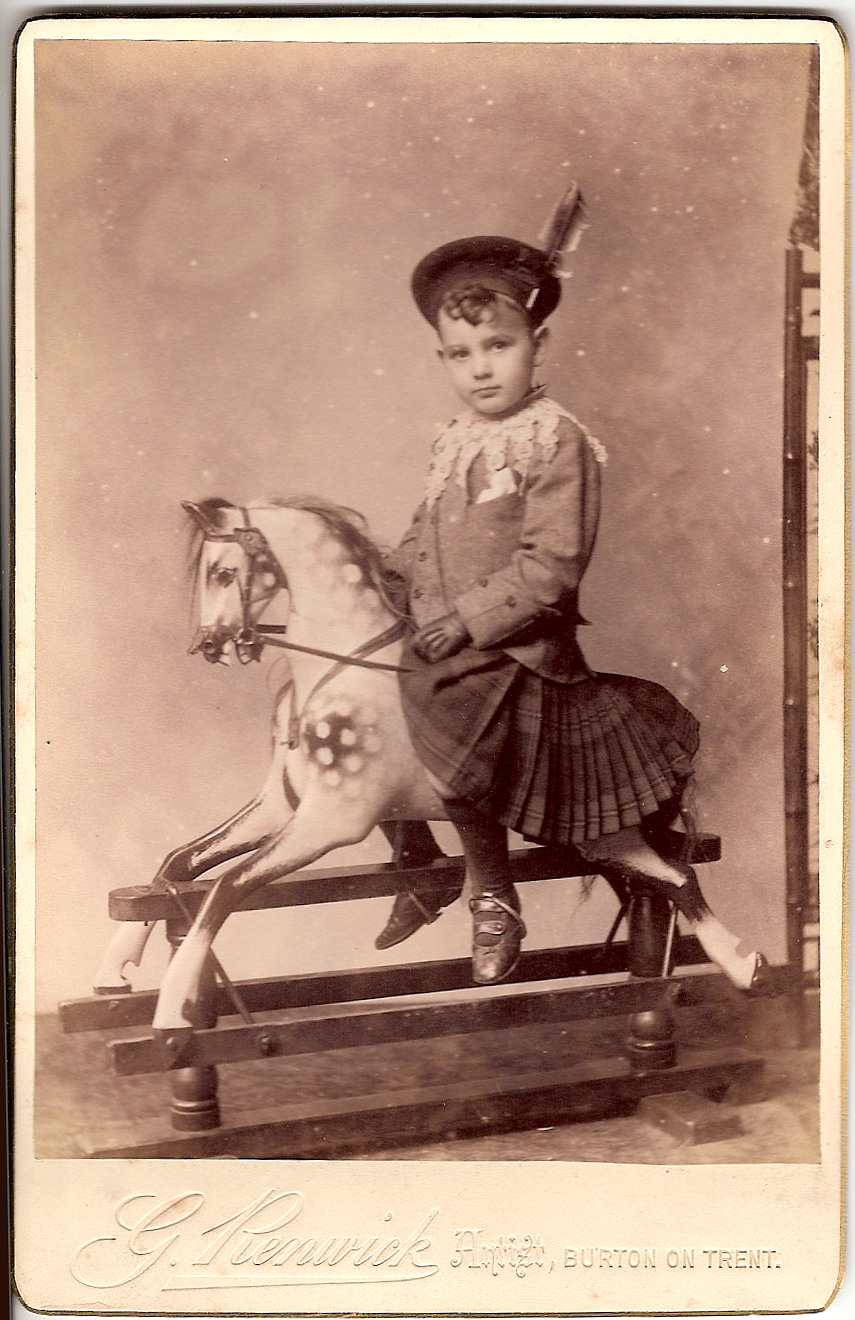
Cavall balancí per suspensió d'un bastidor.

Els cavallets de cos sencer formen part de les versions més sofisticades i cares d'aquesta mena de joguines. Poden classificar-se en dos grups: les versions de petites dimensions per a jugar amb les mans o com a decoració i les versions de dimensions més grans, adequades per pujar-hi a cavall. Els cavallets de cos sencer eren joguines molt cares, tradicionalment reservades a les classes benestants. Els materials típics es basaven en estructures de fusta folrades de pell o de roba. A vegades amb cua i crinera de crins autèntiques de cavall.

### Cavallets de cartró
Una joguina molt popular, aproximadament des l'època de la 1a Guerra Mundial, fou el cavallet de cartró. Típicament es tractava d'un cavallet de paper maixé (o d'un material similar), buit per dins i pintat per fora. Les versions podien ser econòmiques i senzilles o sofisticades i cares.

### Accessoris
Un cavallet de joguina, generalment, no es presentava sol. Acostumava a anar muntat sobre una plataforma plana amb rodes o sense.
- Els cavallets gronxadors anaven muntats sobre una patins corbats, com els d'una cadira gronxadora, que reposaven a terra i permetien que el cavallet pogués bascular avant i enrere, seguint el moviment del genet.
- Hi havia una altra versió de cavall gronxador basada en la suspensió articulada del cavall amb barres ancorades en un bastidor de suport.
- Tricicles amb forma de cavallet
- Cavallets amb molles
- Cavallets amb dors articulat que permeten avançar a partir dels moviments verticals del genet.[3]

## Cavallets de fira

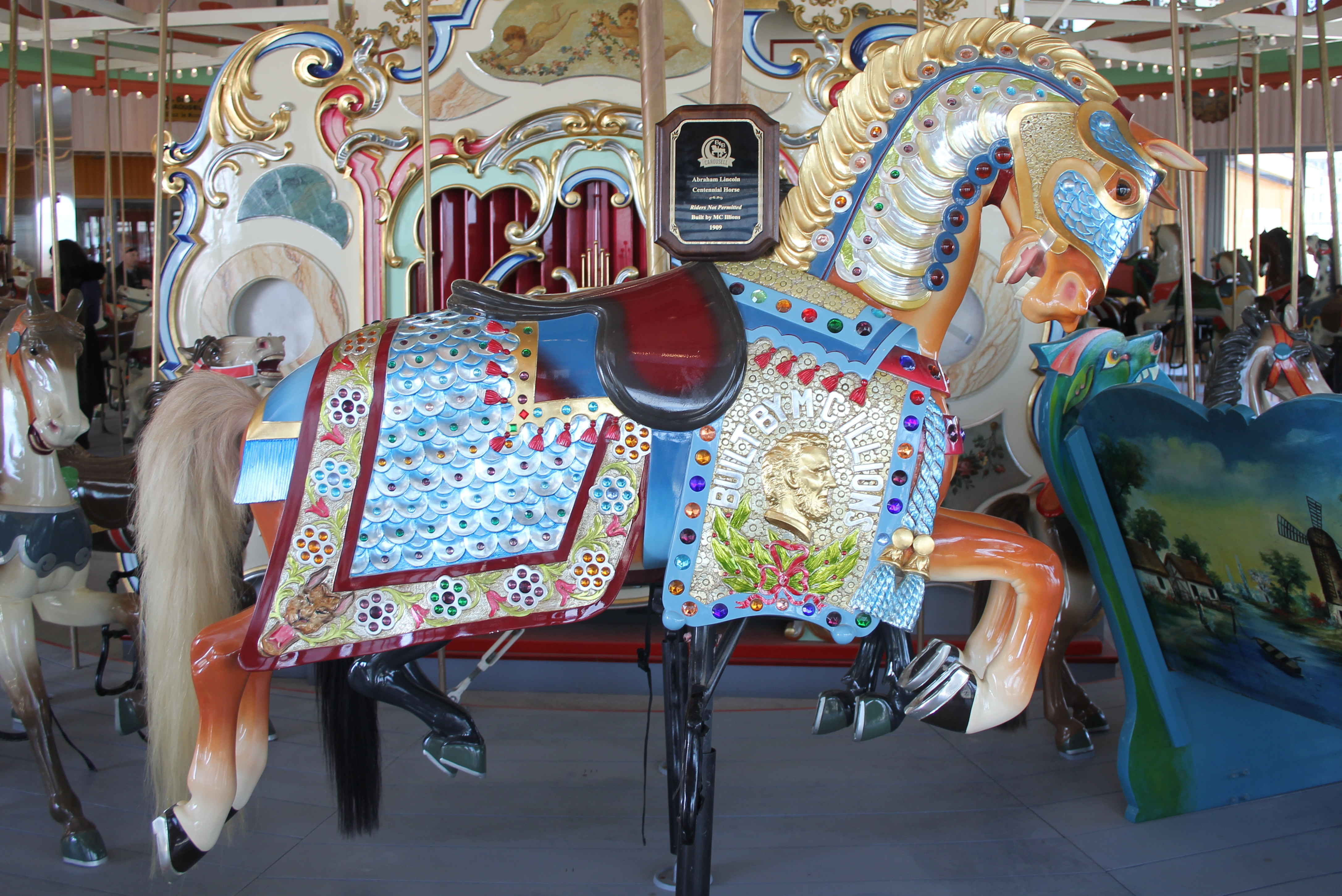
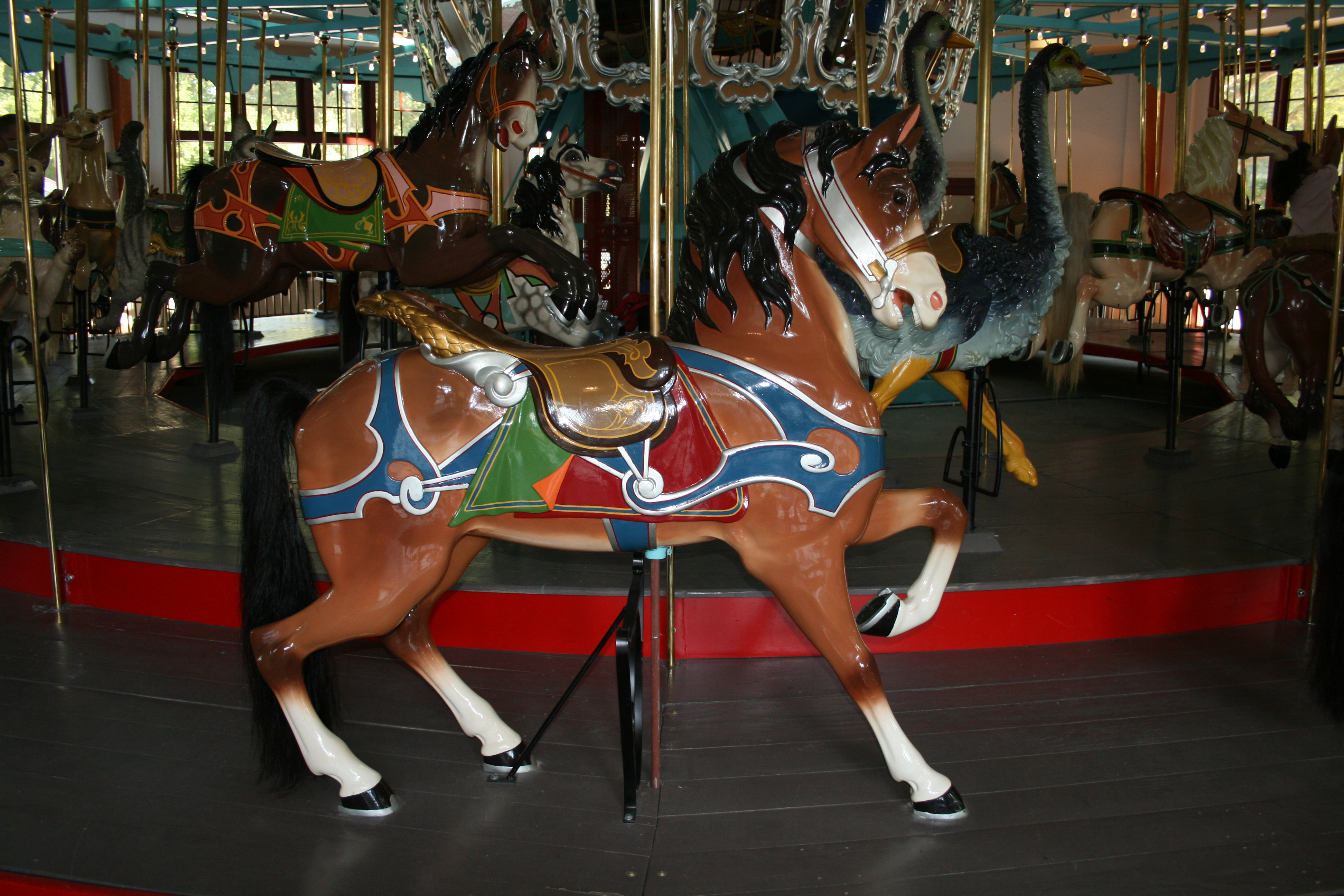
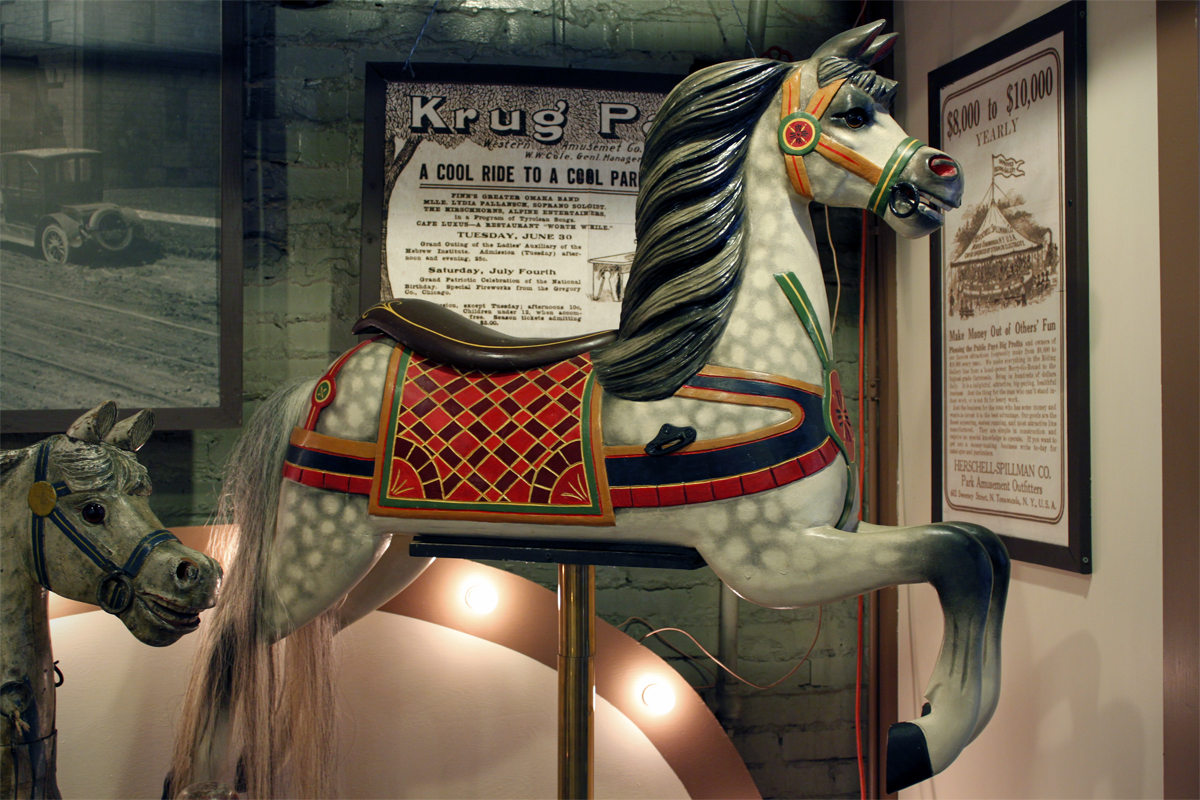

## Documents
- 1351: Cavallet de fusta. El primer cavall del primer príncep de Girona Joan el Caçador fou un cavallet de fusta obrat a Huesca, encarregat pel seu pare el rei Pere el Cerimoniós.[4]

| «                                          | ... un cavall de fust pintat, ab sella, fre e tot l'arnés de la dita sella... | » |
| — Johan I d'Aragó". Joseph Ma Roca, 1926 . |                                                                               |   |

- 1610. Cavall gronxador de joguina fabricat per al futur rei Charles I d'Anglaterra.[5]
- 1794. Un fill del baró Tardif, en un cavallet de joguina, protagonista d'una estratagema política.[6]